# Oshare kei
Oshare kei (jap. お洒落系) – to radośniejsza odmiana visual kei, z nieco punkowym brzmieniem. Popularne zespoły z tego nurtu to m.in. An Cafe, Lolita23q, LM.C, Aicle czy Ayabie. Oshare kei z grubsza oznacza „świadomi mody”, a ich style są często bardzo „nowoczesne” i dobrze przemyślane, z uroczymi i kolorowymi detalami. Brzmienie zespołów jest zbliżone do punku z wesołymi tekstami i elementami rocka zawartymi w piosenkach.

## Muzyka
Oshare Kei składa się z muzyki, która jest pozytywna i optymistyczna. Chociaż Oshare Kei to przede wszystkim mieszanka muzyki hard rock i punk, wpływ na nią miał również jazz, techno i muzyka taneczna.

## Historia
Uważa się, że oshare kei wykształciło się z mroczniejszego, bardziej gotyckiego gatunku visual kei na początku tego millenium. Oczywiście, oba kierunki różnią kluczowe aspekty, z których jednym z najważniejszych jest wykorzystanie środków wizualnych wyróżniających zespół. Visual kei utwierdził się jako gatunek skupiający się zarówno na sztuce, jak i muzyce; członkowie zespołów ubierają się w wyszukane stroje (często oparte na stylu gothic lolita jako motywie przewodnim) i dają spektakularne koncerty. Wielu visualowych muzyków stara się osiągnąć androgyniczny wygląd, często nie tylko nosząc sukienki, ale także uderzający makijaż i wystylizowane fryzury. Jakieś dziesięć lat po tym, gdy narodził się ten kierunek, nowy, jeszcze bardziej wyrazisty styl wdarł się na japońską scenę muzyczną. Jeśli visual kei to mrok i gotyk, oshare kei to jasność i pozytywność. To zupełne przeciwieństwo tego cieszącego się powodzeniem stylu. Za jeden z pierwszych zespołów oshare kei uważa się, powstały w 2001 roku, baroque, ale, jak to bywa z każdym gatunkiem, na jego dzisiejszą różnorodność złożyło się wiele zespołów. Pionierzy tego kierunku, Kra, Charlotte czy An Cafe, prezentując klasyczny, uroczy styl, zdołali przybliżyć ten nowy obszar muzycznej działalności opinii publicznej.